# Contea di Lake (Colorado)
La contea di Lake, in inglese Lake County, è una contea dello Stato del Colorado, negli Stati Uniti. La popolazione al censimento del 2000 era di 7 812 abitanti e il capoluogo di contea è Leadville.

## Geografia
La contea si trova nel centro-ovest dello Stato. Si tratta di un territorio montuoso; qui si trova la sorgente del fiume Arkansas. Nella contea c'è il punto più alto delle Montagne Rocciose, il secondo punto più alto degli Stati Uniti, il Monte Elbert. Si trova anche la seconda vetta più alta, il Monte Massive.

### Contee confinanti
- Contea di Eagle - nord
- Contea di Summit - nord-est
- Contea di Park - est
- Contea di Chaffee - sud
- Contea di Pitkin - ovest

## Storia
L'area era abitata dai nativi Ute. La contea fu istituita nel 1861 ed è una delle contee originarie del Territorio del Colorado. Deve il suo nome ai Twin Lakes (laghi gemelli) a sud della città di Leadville.

## Comuni
L'unica city è Leadville, il capoluogo di contea. Si tratta della city incorporata più alta degli Stati Uniti.